# 3791 Marci
3791 Marci este un asteroid din centura principală, descoperit pe 17 noiembrie 1981 de Antonín Mrkos.